# Kappertjesplant
De kappertjesplant (Capparis spinosa) is een struikachtige plant uit de familie Capparaceae. De plant levert de kappertjes die als smaakmakers bij het bereiden van voedsel worden gebruikt, en de kapperappels of appelkappers, die als snack worden gegeten.

## Kenmerken

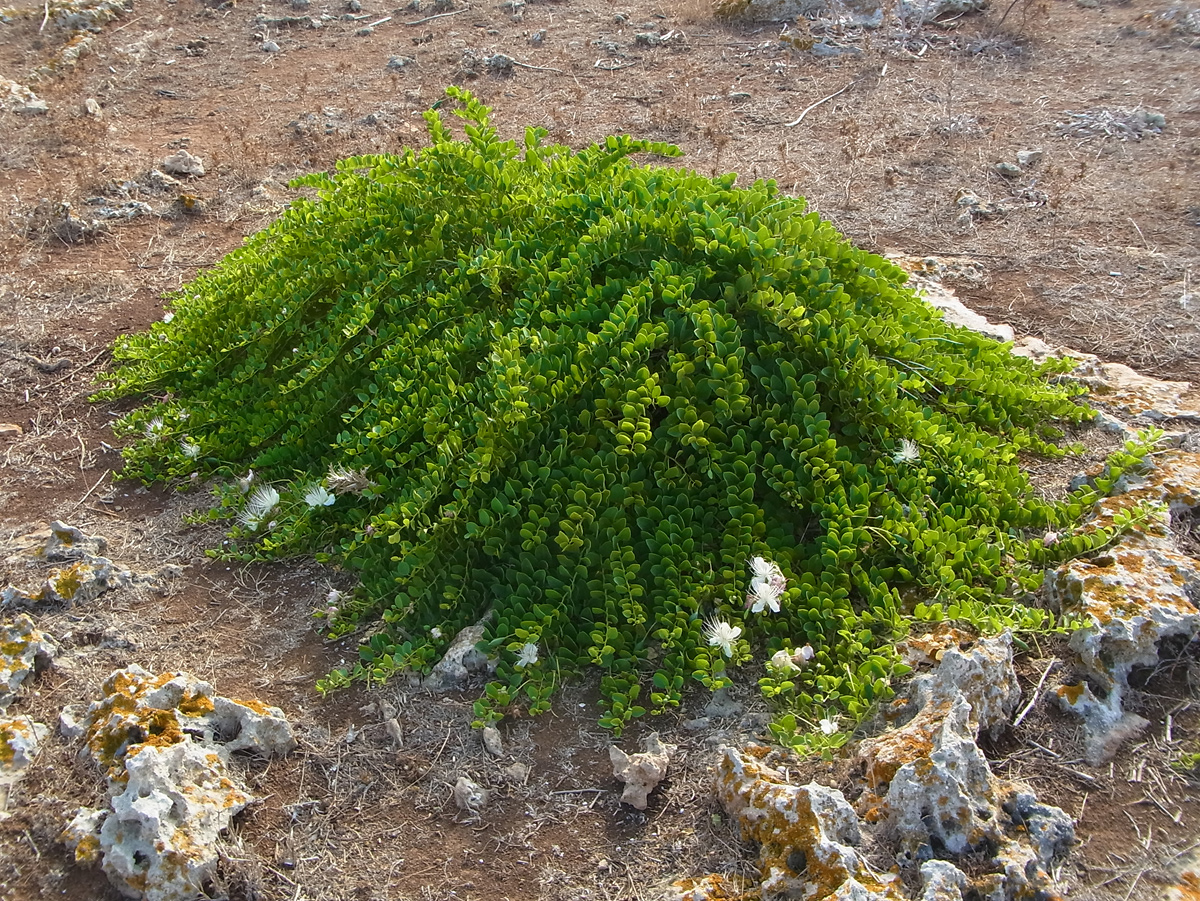
Habitus hele plant

De groenblijvende struik kan tot 2 meter hoog worden maar blijft meestal lager, tot 60 centimeter, en wordt dan vrij breed, tot ettelijke meters. De bladeren zijn leerachtig, gaafrandig, vrij rond, met een afgeronde of iets hartvormige voet, en een ronde of soms iets toegespitste top. Ze staan verspreid langs de stengel en hebben aan de basis van de bladsteel paarsgewijs 2 doornen die iets teruggekromd zijn. De doornen verdwijnen vaak bij ouder worden van het blad.
De bloem heeft 4 ovale kelkbladen die bij ouder worden vaak paars aanlopen. De 4 kroonbladen zijn roomwit, en worden tot 3 cm lang. De bloem draagt een pluizige bos van zo'n 50 tot 190 meeldraden die tot dubbel zo lang zijn als de kroonbladen. Het vruchtbeginsel is bovenstandig. De vrucht is een bes.

## Verspreiding
De kappertjesplant komt voor in het hele Middellandse Zeegebied en het aangrenzende deel van West-Azië. Afhankelijk van de opvatting over de soort (of men bijvoorbeeld Capparis cartilaginea, C. hereroensis en C. nummularia als synoniemen beschouwt) kan die ook oostelijk van dit gebied, van Madagaskar tot in Nepal, Oost-Maleisië en Australië worden aangetroffen. Het is lang niet zeker dat de mediterrane verspreiding van de soort oorspronkelijk is. Vrijwel alle soorten in het geslacht Capparis hebben een tropische of subtropische verspreiding. Vermoed wordt dat ook deze soort van oorsprong uit de subtropen komt, en van daaruit als cultuurplant over het Middellandse Zeegebied verspreid is geraakt. Archeologische vondsten in Opper-Egypte (Wadi Kubbaniya, ten noorden van Aswan) maken aannemelijk dat de eetbare delen van de plant daar al zo'n 17.000 tot 18.000 jaar geleden op het menu stonden.

## Wetenschappelijke naam en status
De soort kreeg van Linnaeus in de eerste druk van Species plantarum (1753) de naam Capparis spinosa. Linnaeus verwees daarbij naar de Pinax (1623) van Gaspard Bauhin, waarin de naam "Capparis spinosa" ook al werd gebruikt.
De status van de soort is onduidelijk. De plant is al lang in cultuur en het is onbekend wat de wildvorm is, en zelfs of die wel bestaat. De morfologische variatie binnen de soort is groot, onder meer waar het de vorm (afgerond of spits) en de beharing (kaal of dicht behaard) van de bladeren betreft. Een deel van de variatie lijkt samen te hangen met de standplaats, maar het is onbekend of het daarbij om genetische of fenotypische variatie gaat. Veel meer soorten in dit geslacht vertonen grote variabiliteit, waardoor het vaak moeilijk is grenzen tussen soorten te trekken. De soorten kruisen ook nogal makkelijk in gebieden waar ze samen voorkomen. Sommige auteurs vatten Capparis spinosa daarom ook wel op als een soortencomplex; andere auteurs beschouwen het taxon als een soort met grote variabiliteit. Weer anderen denken dat de gecultiveerde plant een kruising is tussen Capparis sicula en C. orientalis.

## De naam "kappertje"
Moderne etymologische woordenboeken gaan ervan uit dat de Nederlandstalige naam "kappertje" via de handel is afgeleid van het Italiaanse "cappero", op zijn beurt afkomstig uit het Latijnse "capparis", wat weer van het Griekse Καππαρις (kapparis) afkomstig is (zie Capparis). In het Grieks zou het een leenwoord kunnen zijn uit het Perzisch (kabar) of uit het Arabisch (qabbar), waarmee dezelfde plant wordt bedoeld.